# Frank Drake
Frank Donald Drake (Chicago, 28 mei 1930 – Aptos (Californië), 2 september 2022) was een Amerikaans astronoom en astrofysicus.
Drake studeerde astronomie aan de Cornell-universiteit en Harvard-universiteit. Hij begon zijn carrière als radioastronoom bij het National Radio Astronomy Observatory (NRAO) in Green Bank, West Virginia. Daar voerde hij essentiële metingen uit waarmee de aanwezigheid werd onthuld van de ionosfeer en magnetosfeer van de planeet Jupiter. In 1960 verrichtte hij zijn eerste onderzoek naar signalen afkomstig van buitenlandse, intelligente wezens, ook wel extraterrestrials genoemd. Voor zijn Project Ozma richtte hij als eerste de NRAO-telescoop op Tau Ceti, een van de dichtstbijzijnde zon-achtige sterren, en daarna op Epsilon Eridani. Maar dit onderzoek naar beide sterren leverde geen enkel resultaat op.
Ondanks de negatieve resultaten was hij degene die samen met J. Peter Pearman de eerste SETI-conferentie hield in 1961 in Green Bank. Voor een select publiek van fysici en astronomen presenteerde hij daar zijn vergelijking van Drake, een formule om aan de hand van waarschijnlijkheden een schatting te maken van hoeveel buitenaardse beschavingen er bestaan in het heelal.
Hij schreef samen met Carl Sagan ook de Areciboboodschap, een radioboodschap die de ruimte in werd gestuurd ter gelegenheid van de heropening van het Arecibo-observatorium in 1974. Het was een digitaal gecodeerd bericht met een astronomische en biologische beschrijving van de Aarde en de aanwezige levensvormen.
Drake was hoogleraar astronomie aan de Universiteit van Californië - Santa Cruz. Hij was lid van de National Academy of Sciences en de American Academy of Arts and Sciences. 
Frank Drake overleed op 92-jarige leeftijd in zijn woonplaats Aptos, Californië.  Het Drake Planetarium in Cincinnati is naar hem vernoemd, evenals planetoïde (4772) Frankdrake.
- Bibsys: 90664132
- Bibliothèque nationale de France: cb123852262 (data)
- CiNii: DA0183406X
- Gemeinsame Normdatei: 119171007
- International Standard Name Identifier: 0000 0000 8122 8330
- Library of Congress Control Number: n84081625
- MusicBrainz: 676a72fb-42ac-4a2f-bd8e-2e3026a89656
- Mathematics Genealogy Project: 262110
- Bibliotheek van het Japanse parlement: 00438219
- Nationale Bibliotheek van Tsjechië: js20091118005
- Nationale Bibliotheek van Israël: 987007447067805171
- Nationale Bibliotheek van Polen: a0000002859841
- Nederlandse Thesaurus van Auteursnamen: 108090566
- Istituto Centrale per il Catalogo Unico: UFIV121210
- SNAC: w60w601h
- Système universitaire de documentation: 085974978
- Virtual International Authority File: 44380395
- WorldCat: E39PBJk4F8VB4rVRXVK8TKcwYP